# Keweenaw megye
Keweenaw megye az Amerikai Egyesült Államokban, azon belül Michigan államban található. Megyeszékhelye és legnagyobb városa Eagle River. Lakosainak száma 2046 fő (2020. április 1.). Keweenaw megye Ontonagon, Houghton, Marquette és Cook megyékkel határos.

## Népesség
A megye népességének változása:
| Lakosok száma | 2144 | 2227 | 2211 | 2191 | 2168 | 2046 |
|               | 2010 | 2011 | 2012 | 2013 | 2015 | 2020 |